# Alfred Ötsch

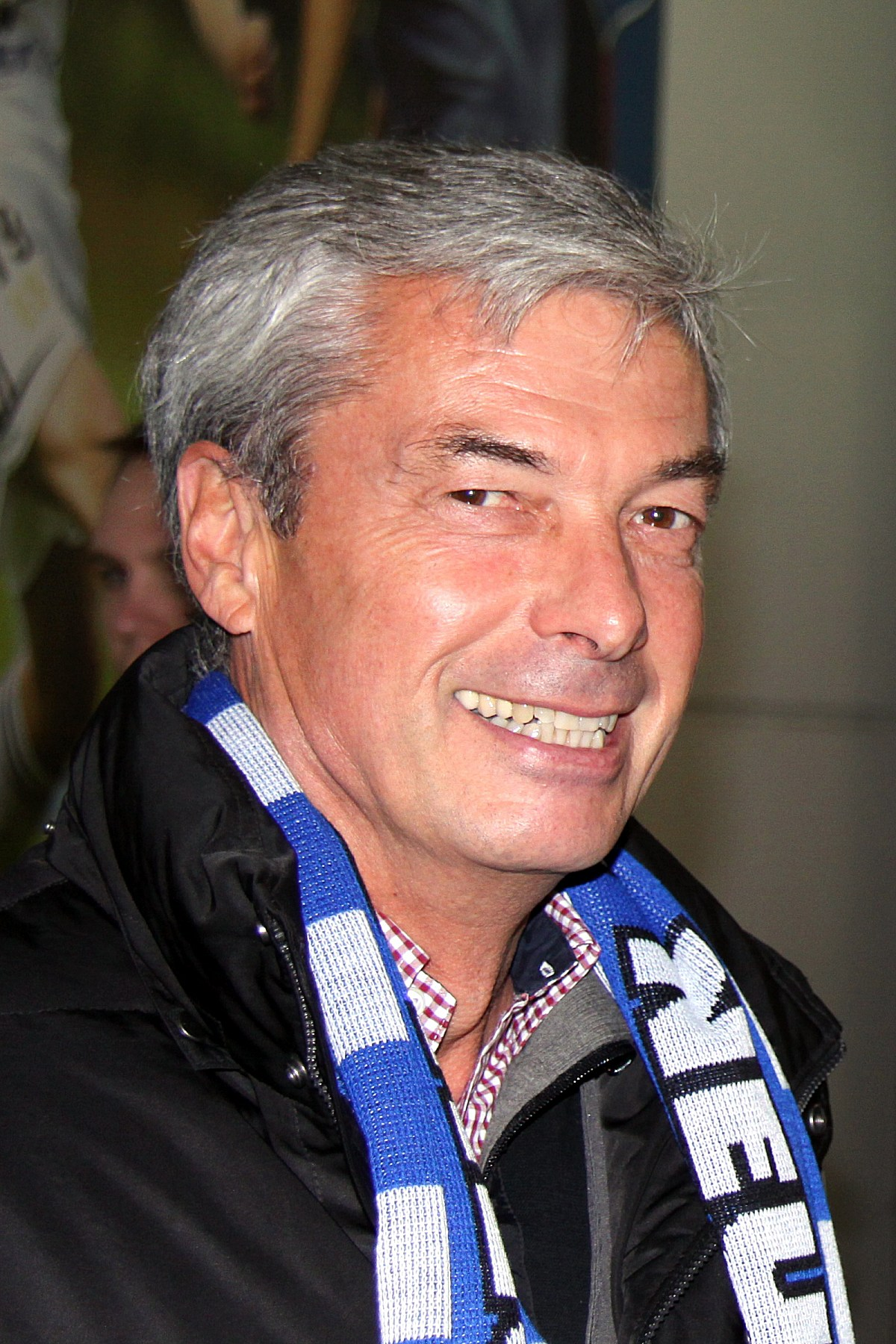
Alfred Ötsch (2010)

Alfred Ötsch (* 10. Mai 1953 in Wiener Neustadt) ist ein österreichischer Manager.
Nach einem Studium der Wirtschaftswissenschaften an der Wirtschaftsuniversität Wien begann er seine berufliche Laufbahn 1978 bei Siemens Österreich als Informant des Vorstandes und wechselte 1983 zu Siemens Deutschland, wo er die Länder Schweiz, Frankreich und Belgien betreute.
Im Jahr 1986 kehrte er wieder zu Siemens Österreich zurück, wo er 1993 Vorstandsmitglied wurde. Bevor er 2005 neuerlich in den Vorstand der Siemens Österreich wechselte, war er Bereichsvorstand bei Siemens in Deutschland für Automation und Drives.
Im Frühjahr 2006 wurde Alfred Ötsch Vorstandsmitglied der Austrian Airlines Group und kurz danach zum CEO bestellt. Im Jahr 2008 wurde er durch das Abtreten des Finanzvorstand Thomas Kleibl zusätzlich zum CFO bestellt.
In seiner Zeit als Vorstand wurde der Verkauf der Austrian Airlines an die Lufthansa eingeleitet. Am 29. Jänner 2009 wurde überraschend seine Ablöse bekanntgegeben, obwohl sein Vertrag noch bis März 2011 laufen sollte.
Er war von Juli 2015 bis Dezember 2016 Vorstandsmitglied des SC Wiener Neustadt.